# Biologische klok
Een biologische klok is een aangeboren mechanisme bij organismen waarbij allerlei lichamelijke functies met een bepaalde periodiciteit plaatsvinden. Er zijn onder andere:
- circadiane ritmes die ongeveer 24 uur in beslag nemen, zoals het slaap-waakritme (ook wel 24-uursritme genoemd)
- maandelijkse ritmes die ongeveer een (maan)maand duren, zoals de menselijke menstruatiecyclus
- jaarritmes en seizoensritmes, zoals de vogeltrek of het voortplantingsgedrag van veel dieren; bij sommige vlinders, zoals de monarchvlinder ontwikkelen zich drie tot vier generaties in een jaar, elk met een andere levensduur en een verschillende functie in de vlindertrek
- meerjarige ritmes, zoals bij Magicicada, een geslacht van cicaden, waarvan bepaalde soorten een 13-jaarse of 17-jaarse ontwikkelingscyclus hebben.

Een dergelijke inwendig meetikkende klok wordt meestal gelijk gezet door invloeden van buitenaf, vooral daglicht. Bij organismen die steeds in het donker, of steeds in het licht worden gehouden ontspoort het eigen ritme meestal iets; het blijkt dan vaak een periode te hebben die iets afwijkt van van het normale ritme; zo duurt bijvoorbeeld het menselijke slaap-waakritme 24,5 uur zonder externe tijdsaanduiders. Hierover zijn vele experimenten gedaan, bij mensen, muizen, insecten en vele andere dieren.
De inwendige klok kan ontregeld raken, bijvoorbeeld door systematisch laat naar bed te gaan (ploegendienst), door een lange reis in oost-west richting of andersom (meestal met het vliegtuig) – de zogenaamde jetlag – of de overgang tussen zomer- en wintertijd. Het duurt dan enige dagen voor men zich weer lekker voelt. Wat langer opblijven geeft minder verstoring dan wat vroeger opstaan. Bij opvolgende ploegendiensten is het dan ook van belang zo veel mogelijk volgens het schema ochtend-avond-nacht te rouleren, niet andersom.